# تلمبه منصور امیری
تلمبه منصور امیری یک منطقهٔ مسکونی در ایران است که در دهستان پاریز واقع شده‌است.